# Nofit
Nofit (hebrejsky נוֹפִית, podle hebrejského slova Nof - „Výhled“, v oficiálním přepisu do angličtiny Nofit) je vesnice typu společná osada (jišuv kehilati) v Izraeli, v Haifském distriktu, v Oblastní radě Zevulun.

## Geografie
Leží v nadmořské výšce 198 metrů na jihozápadním okraji pahorků Dolní Galileji, nedaleko od počátkuZebulunského údolí. Vesnice je položena na vrcholu podlouhlého hřbetu Reches Kešet, který na severu končí u vádí Nachal Cipori. Na protější straně vádí pokračují vyvýšeniny Giv'at Alil a Tel Chali ha-Ma'aravi
Obec se nachází cca 12 kilometrů od břehů Haifského zálivu, cca 83 kilometrů severovýchodně od centra Tel Avivu a cca 15 kilometrů jihovýchodně od centra Haify. Nofit obývají Židé, přičemž osídlení v tomto regionu je etnicky smíšené. Okolní kopcovitou krajinu pokrývají rozptýlená sídla izraelských Arabů respektive beduínů. Jižně od vesnice leží ale židovské město Kirjat Tivon, židovské je i osídlení v Zebulunském údolí a v aglomeraci Haify.
Nofit je na dopravní síť napojen k jihu a západu pomocí lokální silnice číslo 762.

## Dějiny
Nofit byl založen v roce 1987. Výstavbu obce navrhl architekt Cvi Springer, který počátkem 80. let 20. století na tuto lokalitu narazil při procházce s rodinou. Podobným způsobem navrhl Springer i výstavbu obce Šimšit.
Původně se vesnice nazývala Pi Ner (פי-נר), podle Ludwiga Pinera, německožidovského aktivisty, který ve 30. letech 20. století prosazoval prostřednictvím organizace Rassco židovské osidlování tehdejší mandátní Palestiny. Obyvatelé si ale pak zvolili současné jméno. Vesnice byla založena jako částečně soukromá investiční akce. Většina první fáze výstavby proběhla do roku 1989. Další fáze následovala v roce 1997. Obec se od počátku skládala ze dvou čtvrtí, které po jistou dobu fungovaly jako samostatné komunity.
Prvními obyvateli Nofitu byly rodiny, které sem přesídlily z Haify a z měst Krajot v její aglomeraci. Územní plán obce byl schválen roku 1997. Jednotliví uchazeči o dům hradili zároveň podíl na výstavbě inženýrských sítí a veřejné vybavenosti. Architektura jednotlivých domů byla podřízena přísným regulacím. Zděné části budov nesmějí přesáhnout přízemní výšku.
Obec má rezidenční charakter, bez zemědělské výroby. Fungují zde zařízení předškolní péče o děti a základní škola.

## Demografie
Podle údajů z roku 2014 tvořili naprostou většinu obyvatel v Nofit Židé (včetně statistické kategorie "ostatní", která zahrnuje nearabské obyvatele židovského původu ale bez formální příslušnosti k židovskému náboženství). Jde o menší sídlo vesnického typu, ale s dlouhodobě rostoucí populací. K 31. prosinci 2014 zde žilo 2721 lidí. Během roku 2014 populace klesla o 0,8 %.
| Rok            | 1995 | 2001  | 2003  | 2004  | 2005  | 2006  | 2007  | 2008  | 2009  | 2010  | 2011  | 2012  | 2013  | 2014  |
| -------------- | ---- | ----- | ----- | ----- | ----- | ----- | ----- | ----- | ----- | ----- | ----- | ----- | ----- | ----- |
| Počet obyvatel | 861  | 1 610 | 2 097 | 2 291 | 2 360 | 2 469 | 2 564 | 2 623 | 2 554 | 2 602 | 2 681 | 2 705 | 2 742 | 2 721 |